# Alafiarou
Alafiarou è un arrondissement del Benin situato nella città di Tchaourou (dipartimento di Borgou) con 7.845 abitanti (dato 2006).